# 布培
布培，OBE，SBS[?]（1946年8月15日—2011年3月6日），英國殖民地官員和產業測量師，1993年至2002年出任香港政府地政總署署長。
布培1970年由英國來港，加入當時的工務司署地政測量處，出任產業測量師，1982年地政署成立後出任政府地政監督。1986年地政署併入新成立的屋宇地政署後，他於翌年晉升為首席政府地政監督，協助屋宇地政署署長統籌全港的地政和賣地事宜，另外又於1986年至1987年出任皇家特許測量師學會香港分會主席。1989年，核數署批評屋宇地政署估價失準，導致港府以過低的價格售出名下持有的160個陽明山莊豪宅單位，結果代表屋宇地政署答辯的布培在立法局政府帳目委員會上遭到多名立法局議員嚴辭質詢。
布培是地政總署（及其前身地政署和屋宇地政署）歷來唯一一位產業測量師出身的署長，也是該署最後一位外籍署長。他在任內經歷亞洲金融風暴，見證了香港物業市場的高低跌宕。受到1997年香港股市崩盤和物業市場市道低迷影響，布培任內港府賣地收益不復1997年香港主權移交前數年的可觀表現，相反，為免進一步拖累物業市場，地政總署配合時任行政長官董建華的決定，在1998年6月一度暫停賣地九個月，到翌年2月又根據行政會議的決定引入「勾地表」制度，企圖透過抬高賣地價格阻止樓格進一步下跌。
布培在地政總署一任九年，退休後移民地中海島國塞浦路斯，但仍有在香港從事商業活動，當中包括自2005年起獲長實集團主席李嘉誠旗下的泓富資產管理有限公司委任為獨立非執行董事。他在2011年病逝於塞浦路斯，終年64歲。

## 生平

### 早年生涯
布培1946年8月15日生於英國布里斯托，父母分別名阿爾弗雷德·波普（Alfred Pope）和路易絲·韋德（Louis Wade）。他在家中年紀最小，有兩名胞姊，分別名安妮·波普（Ann Pope）和讓·波普（Jean Pope）。他早年在英國接受教育，並取得測量師資格。

### 港府生涯
1970年2月，時年24歲的布培前往香港，獲香港政府聘任為工務司署地政測量處產業測量師，隨後獲擢升為高級產業測量師。1982年4月，工務司署分拆成為建築拓展署、工程拓展署、新界拓展署、水務署和新設的地政署，而布培則過渡到地政署，並在同年9月升任地政署政府地政監督。1986年4月，港府再行改組工程部門，把建築拓展署予以裁撤，原屬於建築拓展署轄下的建築物條例執行處則與地政署合併成為屋宇地政署，至於原建築拓展署轄下的另一部門建築設計處獲分拆為獨立的建築署。屋宇地政署成立後，布培繼續在該署出任政府地政監督，同年起署任屋宇地政署首席政府地政監督。1987年6月，他正式晉升為首席政府地政監督，並於1989年5月4日奉委官守太平紳士。
在首席地政監督任內，布培歷仕周湛燊、伊信和陳達文三任屋宇地政署署長，協助署長統籌全港的地政和賣地事宜，當時中國北京雖然在1989年發生六四事件，一度對香港地產業構成打擊，但香港的整體物業需求和價格在事件過後很快便繼續穩步上揚。為了穩定物業市場價格和為物業市場降溫，布培主要採用增加土地供應的方法，從而滿足市場對住宅樓宇和其他工商業樓宇的需求。當中，港府在每一年繼續向地產發展商推出多幅土地作公開拍賣，儘管1989年至1990年度的賣地收益受到六四事件拖累，由前一個年度的130億港元急趺至78億港元，並在1990年至1991年度進一步降至49億港元，但發展商很快就對物業市場重拾信心，在往後兩個年度，港府的賣地收益更分別升至145億和150億港元。同時間，布培檢視港府計劃於中環、灣仔、西九龍和紅磡的填海工程和將軍澳新市鎮的發展，認為日後來自有關填海項目和將軍澳的新增土地，將能夠滿足長遠的市場需求。

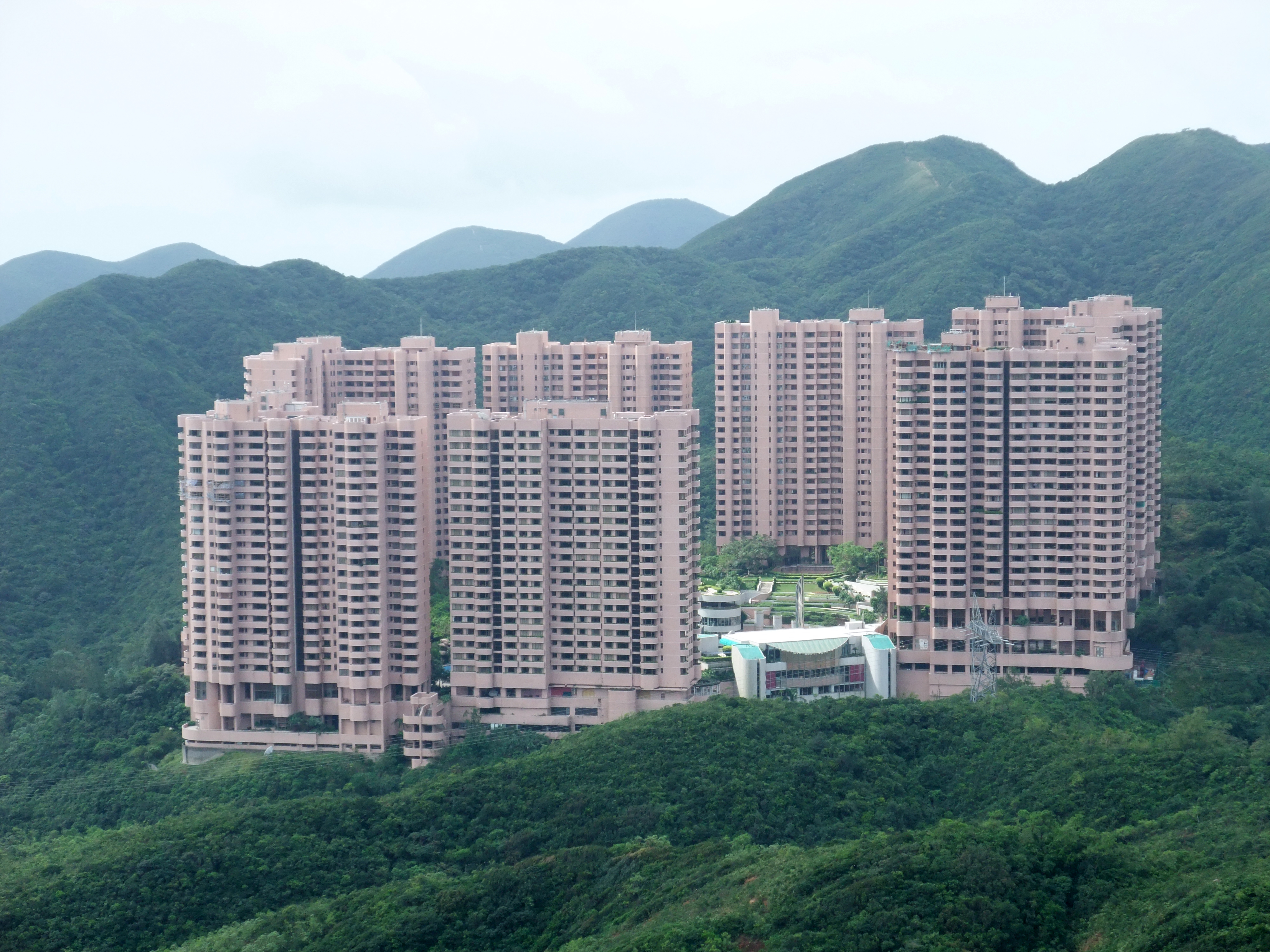
陽明山莊由港府與僑福企業合資興建，港府原本擁有其中160個單位作高級公務員宿舍

布培任內也曾多次署任屋宇地政署署長，其間為部門處理過一些富爭議性的事件。1989年11月，核數署發表調查報告書，批評屋宇地政署估價過低，導致港府以遠低於市值水平的價格售出大潭豪宅陽明山莊160個住宅單位，引來輿論批評。報告書中披露，陽明山莊原本由港府與承建商僑福企業合資興建，並規定屋苑其中160個住宅單位落成後由港府擁有，用作高級公務員宿舍；但是後來屋苑工程延誤，導致港府改變初衷，並由屋宇地政署估值下，在1988年4月把160個尚未落成的住宅單位作價5.1億港元回售予僑福企業。然而，差餉物業估價署其後的估價認為，港府售出的160個住宅單位市值應達5.5億港元，其間更有其他發展商與港府接洽，表示願意作價6億港元購入單位，意味屋宇地政署的估值導致港府在成交中賺少了9,000萬港元。此外，港府不久以後卻又動用5.5億港元，重新買入陽明山莊部份同類單位用作高級公務員宿舍，結果買入的部份單位售價，更是較當初回售予承建商的價格高出八成。
核數報告書發表後的同一月，布培以署理屋宇地政署署長的身份出席立法局政府帳目委員會公開聆訊，受到多名議員提出質詢。布培回應時解釋，由於事件涉及160個單位，屬於大額成交，脫手困難，而且有關單位原本計劃作高級公務員宿舍，造工和質料一般較差，再加上當時物業市場波幅較大，所以屋宇地政署估價時難免有所偏差，估價低於市值價格，也是無可避免的正確結果。布培又指出，差餉物業估價署只是根據已落成樓宇的市值作出估價，並不像屋宇地政署要考慮多方面的因素，因此屋宇地政署也無需就估價事宜徵詢差餉物業估價署的意見。布培在公開聆訊中雖然語調保持平和，但卻與多名參與聆訊的立法局議員爭持不下，其中一名議員張鑑泉甚至向布培作出猛烈批評，表示「我並非挑戰你的決定權力，我只是懷疑你的智慧」。
作為產業測量師，布培除了港府的工作，還一直活躍於香港的測量業界團體。他不單只是皇家特許測量師學會資深會員，而且也在1986年至1987年當選皇家特許測量師學會香港分會主席。1984年，布培又跟一班香港測量師參與創立香港測量師學會，成為該會創會會員，其後進一步當選為該會的資深會員。

### 地政署長

#### 賣地事務
1993年8月，屋宇地政署署長陳達文展開退休前休假，同時港府決定把屋宇地政署分家為屋宇署和地政總署，結果布培獲委任為署理地政總署署長，隨後於翌年2月正式出任地政總署署長，成為首位擔任署長的產業測量師。在地政總署署長任內，布培身兼多項公職，當中包括城市規劃委員會委員、土地發展公司管理局當然成員（2001年重組為市區重建局後繼續出任董事會當然成員）、香港房屋協會執行委員會當然委員和香港房屋委員會九龍城寨清拆事宜特別委員會委員（其後改任候補委員）等。1994年3月，布培還接替退休的末任註冊總署署長紀禮遜出任中英土地委員會英方委員，直到1997年7月香港主權移交為止。另外，由1995年起，他根據立法局通過的《土地測量條例》，以地政總署署長身份兼任土地測量監督，1997年起又進一步兼任房屋委員會委員。

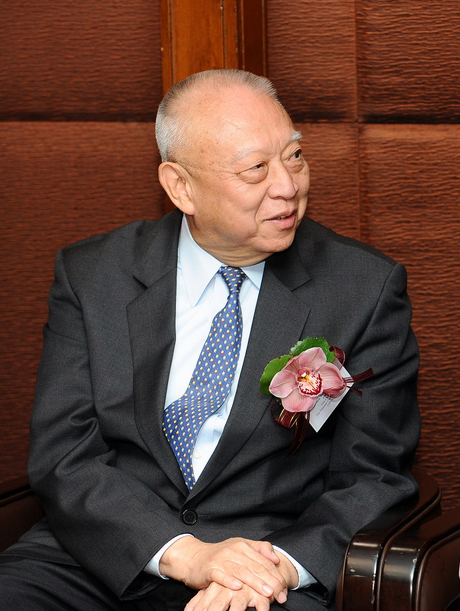
行政長官董建華（圖）在1998年6月宣佈即時暫停賣地前數天，地政總署卻仍然否認有關說法

布培在地政總署署長任內經歷香港物業市場的高低跌宕，隨著香港踏入1997年主權移交前的最後數年，市場上普遍憧憬香港主權將會順利由英國移交中國，並相信香港成為中國的特別行政區後，將繼續保持繁榮穩定；再加上期間不少海外資金湧入，結果造成了主權移交前數年香港的股市和物業市場交投屢創新高，形成泡沫。受到物業市場持續出現供不應求的影響，港府在主權移交前數年的賣地收益持續錄得增長，更由1993年至1994年度的165億港元，增加至1997年至1998年度的高峰322億港元。然而，1997年7月，受到泰銖急跌拖累和海外投資者狙擊下，亞洲股市崩盤，觸發亞洲金融風暴，一時間扭轉了香港主權移交前一遍繁榮的景象。
亞洲金融風暴爆發後，香港恆生指數由1997年8月7日最高位16,673點急跌，到同年10月28日跌破10,000點，一直到1998年8月13日跌至最低的6,660點。香港股市崩盤和當時香港行政長官董建華上任後在1997年提出的「八萬五」政策，也連帶造成物業市場震盪，一年之間，香港整體物業價格大跌七成，超過10萬名業主淪為「負資產」；同時間，物業市場交投冷清，當中整體樓宇買賣合約宗數由1997年7月的22,699宗，跌至1998年2月最低點的4,647宗；而整體樓宇買賣合約價值，也由1997年7月的高峰1,155億港元，急跌至1998年9月的134億，到2000年6月進一步跌至只有117億。面對嚴峻的物業市場環境，布培在1998年3月公佈改變賣地策略，當中包括押後部份土地的拍賣、縮減部份拍賣土地的面積、以及改以招標形式出售土地。在新的賣地計劃下，港府計劃由1998年至1999年度起兩個年度內，只會推出94幅佔157公頃的土地拍賣，少於原先計劃的106幅佔166公頃的土地。
儘管布培和地政總署一方一直強調港府不會暫停賣地，但結果是，布培公佈新的賣地計劃後短短三個月，董建華卻於1998年6月突然宣佈即時暫停賣地。地政總署到董建華宣佈暫停賣地前數天仍然否認有關說法，被指該署與港府內部決策最高層缺乏有效溝通。到1999年2月，布培宣佈基於暫停賣地造成港府財政收入急跌，決定由3月起重新拍賣地土，結束為期九個月的暫停賣地。此外，布培又根據行政會議的決定引入「勾地表」制度，在慣常土地公開拍賣機制以外，增設一份土地儲備表，有意購買土地儲備表內土地的人士和財團可向港府提出「勾地」，如報出的底價符合政府要求，便可「勾出」作公開拍賣。「勾地表」制度運行14年，助長了物業價格上升，到2013年2月才告取消。在上述的背景下，港府在主權移交後每年的賣地收益都不如1997年以前，當中1998年至1999年度的賣地收益只有101億港元，隨後兩個年度也分別只有114億和146億港元。

#### 地政事務

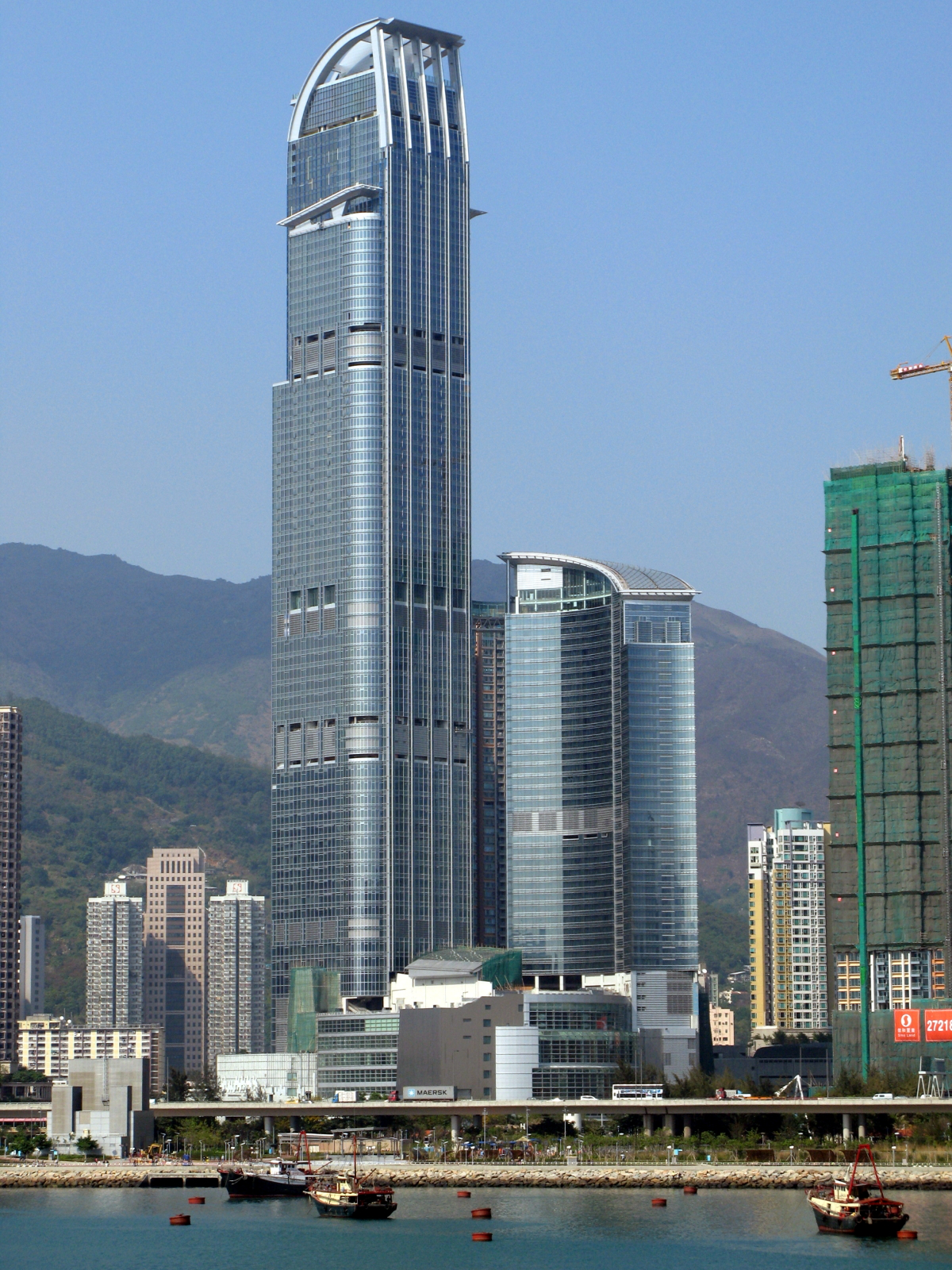
布培2001年向法庭作供時指出，未曾聽聞港府與代表華懋集團的梁振英就荃灣如心廣場（圖）工程延誤一事，達成任何豁免向華懋處以罰款和索取補地價的協議

布培在地政總署署長任內處理過不少涉及地政和土地發展的爭議。1994年5月，核數署發表新一份調查報告書，批評當時的屋宇地政署在1989年向中標的和記黃埔批出中環花園道一幅商業樓宇用地時，未有察覺由署方草擬的《賣地特別條件》存有漏洞，結果導致有關土地積建出一幢樓高31層的商業大廈（即科達中心），遠高於港府原本擬訂建築物只有六至七層高的規劃意向。事後布培代表地政總署接受檢討，承諾日後草擬《賣地特別條件》的時候，須訂明港府的規劃意向，以確保發展商遵行。
1996年，布培協助促成港督會同行政局批出中環花園道前希爾頓酒店旁邊的土地予香港地產巨擘李嘉誠旗下的長江集團興建長江集團中心。希爾頓酒店原本由長實旗下的和黃擁有，重建計劃於1994年提出，酒店旋於翌年拆卸。至於前希爾頓酒店旁邊的土地原本建有由港府擁有的拱北行，內有公眾停車場、郵政局、政府辦公室和公廁。當時布培委託兩名外間獨立估價員負責就希爾頓酒店旁邊的土地作出估值，最終決定作價30.03億港元把土地售予長實，作為日後長江集團中心的一部份。港府售出有關土地時還規定日後長實一方須要在新的物業發展範圍內提供一家新的郵政局、公廁、設有800個車位的公眾停車場和最少5,200平方米公共空間，而有關要求已反映於30.03億港元的估價內。批出地契後，樓高超過60層的長江集團中心隨後於1999年正式落成啟用。
2001年，富商龔如心旗下的華懋集團向港府興訟，不滿港府以荃灣如心廣場工程延誤為理由，向華懋一方罰款和索取補地價逾5.5億港元。案件在高等法院審理期間，華懋一方指出任職測量師、且在1997年主權移交後加入特區政府行政會議的梁振英曾經向華懋提供協助，並聲稱促成港府同意就如心廣場工程延誤一事豁免向華懋處以罰款和索取補地價。不過，其後前規劃環境地政司梁寶榮出庭作證時，斷然否認任內曾就有關問題與梁振英達成任何豁免協議，而布培應港府要求出庭作供時也指出，未曾聽聞港府與梁振英達成任何華懋一方聲稱的協議。最終高院在2002年3月裁定華懋一方敗訴，主審法官麥卓智更在判詞中批評梁振英作供時一度指與港府就豁免一事達成「協議」，但後來卻改口說對港府的回應「有此印象及理解」，質疑梁振英的說法前後矛盾，未能令人信服。

#### 兩度續任
有別於一般公務員，布培由1970年加入港府以來，一直都是以合約形式聘任，到1993年上任地政總署的時候，也仍然是以三年合約制形式受聘。1996年，隨著他的合約屆滿，港府未有直接跟他自動續約，反而決定就地政總署署長一職作公開招聘。在該次公開招聘中，應徵者除了包括布培本人外，還有僅次於布培的地政總署首席政府地政監督毛燦明和地政總署首席律師寶禮角逐。由於新的三年期合約將會橫跨1997年香港主權移交，因此輿論也關注到本身是外籍人士的布培能否順利過渡。最終經港府遴選後，布培成功取得合約，續任三年。到1999年，鑑於布培的合約再度屆滿，港府再就地政總署署長一職展開公開招聘，而布培經港府遴選後，再度得以順利續約三年。
2002年5月，在港府服務滿32年、時年55歲的布培正式約滿退休，結束地政總署署長前後九年的任期，而署長一職則由港府派出政務官劉勵超出任，自此以後，歷任地政總署署長都是由政務官擔任。布培在任地政總署署長九年，任內總計售出2,400公頃土地，為港府帶來4,400億港元收益。他在退休前夕預期未來五年香港的物業市場將會穩定發展，而市場也將繼續有充足的住宅單位供應；但事實上，香港的物業市場很快就因為2003年爆發嚴重急性呼吸系統綜合症疫潮，進一步拖垮物業市場；而房屋及規劃地政局局長孫明揚在2002年11月推出旨在穩定物業市場的「孫九招」，其中暫停賣地三年、暫停「勾地」一年和即時結束居者有其屋計劃等措施，卻又長遠造成2000年代末期香港出現住宅物業供應短缺、樓價急升和地產霸權等問題。
布培擔任地政總署署長期間作風開放親民，經常舉行記者會交代地政總署的政策，與傳媒關係友好。又因為他的英文姓氏「Pope」與教皇同義，因此他在地政總署也有「教皇」的中文綽號。為肯定他多年來在港府工作的表現，他在1997年6月香港主權移交前夕最後一份英女皇壽辰授勳名單當中，獲英廷頒授OBE勳銜；2002年5月退休後，還獲得特區政府於同年7月頒授銀紫荊星章。

### 晚年生涯
布培退休後與家人移民地中海島國塞浦路斯，但仍時常往返香港，起初在香港加入由好友開辦的英福電訊（INFA）擔任顧問。根據港府政策，布培退休後一年內不可從事其退休前職務相關的私人市場工作，以避免利益衝突和延後利益，但隨著有關期限屆滿，他曾與友人在香港合辦一家小型的物業顧問公司，主要向數名客戶提供意見，2005年10月起進一步獲長實集團主席李嘉誠旗下的泓富資產管理有限公司委任為獨立非執行董事，一直到逝世為止。
2011年3月6日，布培因癌症病逝於塞浦路斯，終年僅64歲，身後遺體葬於當地。同年5月30日，香港九龍窩打老道的基督堂為布培舉行追思會，香港測量業界和不少曾與布培共事的地政總署同僚均有出席，以示哀悼。

## 個人生活
布培已婚，與妻子桑德拉（Sandra）育有一子一女。他在香港生活期間活躍於九龍扶輪社和九龍木球會。晚年居於塞浦路斯時，遠足和打高爾夫球成為他的主要興趣。

## 榮譽
- 以下列出榮譽全稱及縮寫：^ 
  - 官守太平紳士（J.P.） （1989年5月4日[12]）
  - 英帝國官佐勳章（O.B.E.） （1997年英女皇壽辰授勳名單[51]）
  - 銀紫荊星章（S.B.S.） （2002年香港特區政府授勳名單[52]）

## 注腳
1. ↑  "Births Sep 1946: Pope, Robert D. （页面存档备份，存于）", FreeBMD, retrieved on 2 September 2014.
2. 1 2 3  Staff List, Hong Kong Government (1985), p.321.
3. ↑  "Marriages Jun 1935: Pope, Alfred F., and, Wade （页面存档备份，存于）", FreeBMD, retrieved on 2 September 2014.
4. ↑  "Marriages Jun 1935: Wade, Louis E., and, Pope （页面存档备份，存于）", FreeBMD, retrieved on 2 September 2014.
5. 1 2 3  "Bob Pope" (retrieved on 7 September 2014)
6. 1 2 3 4 5 6 7  Annual Report 2005 (2006), p.36.
7. 1 2 3 4 5  "Robert Douglas Pope (1946-2011)" (April 2011), p.47.
8. ↑  〈工務司署下月分家，五個獨立部門誕生〉（1982年3月11日）
9. ↑  〈地政工務部門改組〉（1986年3月27日）
10. ↑  〈地產市道穩固發展，各類樓宇大量供應〉（1986年8月23日）
11. ↑  Staff List, Hong Kong Government (1987), p.93.
12. 1 2  "Justices of the Peace", Miscellaneous Lists in connexion with the Civil Establishment. Hong Kong: The Government of the Hong Kong Special Administrative Region, retrieved on 7 July 2001.
13. 1 2 3 4  Chart: Hong Kong Real Estate History and Market Interventions 1980-2011 (retrieved on 7 September 2014)
14. 1 2 3  〈土地供應來自填海，住宅用地足供需求〉（1990年6月14日）
15. 1 2 3  〈賣地記錄〉（2014年9月7日）
16. ↑  〈將軍澳紅磡等住宅地，港府擬在數年內出售〉（1991年9月13日）
17. 1 2 3 4 5 6  〈陽明山莊廉價出售，立法局員猛烈砲轟〉（1989年11月24日）
18. 1 2 3  〈文康署、消委會、地政署均被核數署長抨擊〉（1989年11月16日）
19. ↑  〈港府出售陽明山莊，可能少收九千萬元〉（1989年11月16日）
20. 1 2  〈地政署長出席賬目委會答辯，陽明山莊估價正確〉（1989年11月24日）
21. ↑  〈皇家特許測量師學會年會改選布培任主席〉（1986年5月17日）
22. ↑  "Our History" (retrieved on 7 September 2014)
23. ↑  Ng (12 November 1993)
24. ↑  Annual Report 2001-2002 (2003), p.20.
25. 1 2  "HONG KONG HOUSING AUTHORITY: LIST OF MEMBERS OF 1997-1998" (retrieved on 7 September 2014)
26. ↑  "Who's News -- Commerce and Industry: Hong Kong Government" (28 February 1994)
27. ↑  〈土地測量條例（1995年第28號）〉（1995年9月1日）
28. 1 2 3  〈特區十年史：瘋狂的泡沫〉（2009年3月1日）
29. 1 2  〈一九九八至九九財政年度政府財政預算案：利民紓困、自強不息〉（1998年2月18日）
30. 1 2  〈1997年香港金融風暴始末〉（2009年12月10日）
31. 1 2  〈1996-2000年住宅及非住宅樓宇買賣合約統計數字〉（造訪於2014年9月7日）
32. 1 2  Sito (1 April 1998)
33. 1 2  《香港的發展（1967 - 2007）— 統計圖表集》（2008年），頁66。
34. 1 2  Sito (3 March 1999)
35. 1 2  Jacob (13 February 1999)
36. ↑  〈樂香園：棄勾地表無礙霸權〉（2013年3月4日）
37. 1 2  Law (12 January 1994)
38. 1 2  Public Accounts Committee Report No. 37 (February 2002), p.224.
39. 1 2 3 4 5  "Cheung Kong granted right to redevelop land in Hong Kong" (29 May 1996)
40. ↑  〈長江集團中心〉（造訪於2014年9月7日）
41. 1 2 3 4  〈梁振英供詞矛盾、梁寶榮講法可信，如心廣場延建華懋敗訴〉（2002年3月5日）
42. 1 2  Chow (24 October 2001)
43. ↑  Cheng (21 August 1993)
44. 1 2 3  Sito (24 April 1996)
45. ↑  Sito (17 July 1996)
46. ↑  Sito (30 June 1999)
47. 1 2 3  〈布培笑談寶哥哥〉（2002年5月16日）
48. ↑  Wong (16 May 2002)
49. ↑  〈被重提八萬五 梁引唐言論反擊〉（2012年3月17日）
50. 1 2 3  〈中環在線：前地政署「教皇」長眠塞浦路斯〉（2011年6月27日）
51. 1 2  "Supplement to Issue 54794 （页面存档备份，存于）", London Gazette, 13 June 1997, p.25.
52. 1 2  〈二○○二年授勳名單 （页面存档备份，存于）〉，《香港政府新聞公報》，2002年6月30日。
53. ↑  "ANNOUNCEMENT" (11 March 2011)
54. 1 2  Bob Pope's Memorial Service in Hong Kong on 30 May 2011 (6 May 2011)
55. ↑  "Mancunian in Olympic defection" (1 March 1993)

### 英文資料
- Staff List, Hong Kong Government. Hong Kong: Government Printer, 1985.
- Staff List, Hong Kong Government. Hong Kong: Government Printer, 1987.
- "Mancunian in Olympic defection", South China Morning Post, 1 March 1993.
- Cheng, Karen, "Only 11 expats meet 20-year requirement on residency", South China Morning Post, 21 August 1993.
- Ng, Louis, "Buildings post causes dispute", South China Morning Post, 12 November 1993.
- Law, Connie, "Legislators angry Tsang will miss Garden Road hearing", South China Morning Post, 12 January 1993.
- "Who's News -- Commerce and Industry: Hong Kong Government", Asian Wall Street Journal, 28 February 1994.
- Sito, Peggy, "Lands director battles two contenders for job", South China Morning Post, 24 April 1996.
- "Cheung Kong granted right to redevelop land in Hong Kong", Wall Street Journal, 29 May 1996.
- Sito, Peggy, "Pope wins battle to keep job", South China Morning Post, 17 July 1996.
- Sito, Peggy, "Sites pulled in land sales overhaul", South China Morning Post, 1 April 1998.
- Jacob, Rahul, "HK to resume land sales to cut deficit", Financial Times, 13 February 1999.
- Sito, Peggy, "Former principal government land agent gives his old department a critical （页面存档备份，存于）", South China Morning Post, 3 March 1999.
- Sito, Peggy, "Pope beats rivals for Lands job", South China Morning Post, 30 June 1999.
- Chow, Magdalen, "Director of Lands 'unaware of deal'", South China Morning Post, 24 October 2001.
- Public Accounts Committee Report No. 37 （页面存档备份，存于）. Hong Kong: Legislative Council Secretariat, February 2002.
- Wong, Sophia, "Abundant supply of flats forecast", South China Morning Post, 16 May 2002.
- Annual Report 2001-2002 （页面存档备份，存于）. Hong Kong: Urban Renewal Authority, 2002.
- Annual Report 2005. Hong Kong: Prosperity Real Estate Investment Trust, 2006.
- "ANNOUNCEMENT", Prosperity Real Estate Investment Trust, 11 March 2011.
- "Robert Douglas Pope (1946-2011)", Modus: Asia edition. RICS Asia, April 2011.
- "Bob Pope's Memorial Service in Hong Kong on 30 May 2011", RICS Asia, 6 May 2011.
- "HONG KONG HOUSING AUTHORITY: LIST OF MEMBERS OF 1997-1998", Hong Kong Housing Home Page, retrieved on 7 September 2014.
- "Chart: Hong Kong Real Estate History and Market Interventions 1980-2011 （页面存档备份，存于）", Y C Richard Wong on the Political Economy of HK and China, retrieved on 7 September 2014.
- "Bob Pope", JustGiving, retrieved on 7 September 2014.
- "Our History", The Hong Kong Institute of Surveyors, retrieved on 7 September 2014.

### 中文資料
- 〈工務司署下月分家，五個獨立部門誕生〉，《大公報》第一張第四版，1982年3月11日。
- 〈地政工務部門改組〉，《大公報》第二張第五版，1986年3月27日。
- 〈皇家特許測量師學會年會改選布培任主席〉，《華僑日報》第三張第二頁，1986年5月17日。
- 〈地產市道穩固發展，各類樓宇大量供應〉，《大公報》第二張第五版，1986年8月23日。
- 〈港府出售陽明山莊，可能少收九千萬元〉，《大公報》第七頁，1989年11月16日。
- 〈文康署、消委會、地政署均被核數署長抨擊〉，《華僑日報》第3頁，1989年11月16日。
- 〈陽明山莊廉價出售，立法局員猛烈砲轟〉，《大公報》第七頁，1989年11月24日。
- 〈地政署長出席賬目委會答辯，陽明山莊估價正確〉，《華僑日報》第3頁，1989年11月24日。
- 〈土地供應來自填海，住宅用地足供需求〉，《華僑日報》第3頁，1990年6月14日。
- 〈將軍澳紅磡等住宅地，港府擬在數年內出售〉，《大公報》第十版，1991年9月13日。
- 〈土地測量條例（1995年第28號） （页面存档备份，存于）〉，《香港政府憲報》第3505號公告，1995年9月1日。
- 《一九九八至九九財政年度政府財政預算案：利民紓困、自強不息 （页面存档备份，存于）》。香港：香港特別行政區政府，1998年2月18日。
- 〈梁振英供詞矛盾、梁寶榮講法可信，如心廣場延建華懋敗訴 （页面存档备份，存于）〉，《蘋果日報》，2002年3月5日。
- 〈布培笑談寶哥哥 （页面存档备份，存于）〉，《蘋果日報》，2002年5月16日。
- 《香港的發展（1967 - 2007）— 統計圖表集 （页面存档备份，存于）》。香港：政府統計處，2008年。
- 〈特區十年史：瘋狂的泡沫 （页面存档备份，存于）〉，《獨立媒體》，2009年3月1日。
- 〈1997年香港金融風暴始末 （页面存档备份，存于）〉，《中國青年》，2009年12月10日。
- 〈中環在線：前地政署「教皇」長眠塞浦路斯 （页面存档备份，存于）〉，《蘋果日報》，2011年6月27日。
- 〈被重提八萬五 梁引唐言論反擊〉，《明報》，2012年3月17日。
- 〈樂香園：棄勾地表無礙霸權〉，《蘋果日報》，2013年3月4日。
- 〈1996-2000年住宅及非住宅樓宇買賣合約統計數字 （页面存档备份，存于）〉，土地註冊處，造訪於2014年9月7日。
- 〈賣地記錄 （页面存档备份，存于）〉，地政總署，造訪於2014年9月7日。
- 〈長江集團中心 （页面存档备份，存于）〉，保華建業，造訪於2014年9月7日。

## 外部連結
- 皇家特許測量師學會（亞洲） （页面存档备份，存于）
- 地政總署 （页面存档备份，存于）
- 中原城市領先指數 （页面存档备份，存于）

| 政府职务                         | 政府职务                                     | 政府职务      |
| -------------------------------- | -------------------------------------------- | ------------- |
| 前任： 陳達文 （屋宇地政署署長） | 地政總署署長 1993年–2002年                   | 繼任： 劉勵超 |
| 其他職務                         |                                              |               |
| 前任： 李頌熹                    | 皇家特許測量師學會香港分會主席 1986年–1987年 | 繼任： 蒲祿祺 |